# Уганда на Светском првенству у атлетици у дворани 2022.
Уганда је учествовала на 18. Светском првенству у атлетици у дворани 2022. одржаном у Београду од 18. до 20. марта тринаести пут. Репрезентацију Уганде представљале су 2 такмичарке које су се такмичиле у 2 дисциплине.,
На овом првенству представници Кубе су освојили 1 медаљу и то златну. Овим успехом Уганда је делила 29 место у укупном пласману освајача медаља.
У табели успешности према броју и пласману такмичара који су учествовали у финалним такмичењима (првих 8 такмичара) Уганда је са 2 учесника у финалу заузела је 25 место са 11 бода.
| Плас. | Земља  | 1. место | 2. место | 3. место | 4. место | 5. место | 6. место | 7. место | 8. место | Бр. финал. | Бод. |
| ----- | ------ | -------- | -------- | -------- | -------- | -------- | -------- | -------- | -------- | ---------- | ---- |
| =29.  | Уганда | 0        | 0        | 1        | 1        | 0        | 0        | 0        | 0        | 2          | 11   |

## Учесници
Жене:
- Халима Накаји — 800 м
- Вини Нањондо — 1.500 м

## Освајачи медаља (1)

### Бронза (1)
- Халима Накаји — 800 м

## Резултати

### Жене
| Атлетичарка   | Дисциплина | Лични рекорд | Квалификација | Квалификација | Финале   | Финале | Детаљи |
| Атлетичарка   | Дисциплина | Лични рекорд | Резултат      | Место         | Резултат | Место  | Детаљи |
| ------------- | ---------- | ------------ | ------------- | ------------- | -------- | ------ | ------ |
| Халима Накаји | 800 м      | 1:58,03      | 2:01,47 кв    | 3. у гр. 3    | 2:00,66  |        |        |
| Вини Нањондо  | 1.500 м    | 3:59,56      | 4:06,11 КВ    | 2. у гр. 1    | 4:04,60  | 4 / 19 |        |